# Ingvar Ericsson
Karl Erik Ingvar Ericsson (Upsália, 5 de janeiro de 1914 — Estocolmo, 21 de abril de 1995) foi um ciclista sueco. Competiu como representante de seu país, Suécia, nos Jogos Olímpicos de Verão de 1936 em duas provas de ciclismo de estrada.